# Centaurea pabotii
Centaurea pabotii — вид квіткових рослин родини айстрових (Asteraceae). Ендемік пд. Ірану.